# (3142) Kilopi
(3142) Kilopi ist ein Asteroid des Hauptgürtels, der am 9. Januar 1937 von dem französischen Astronomen André Patry in Nizza entdeckt wurde.
Der Name des Asteroiden ist abgeleitet vom Tausendfachen (kilo) der Kreiszahl π ≈ 3,142.